# 蒸気ローラー

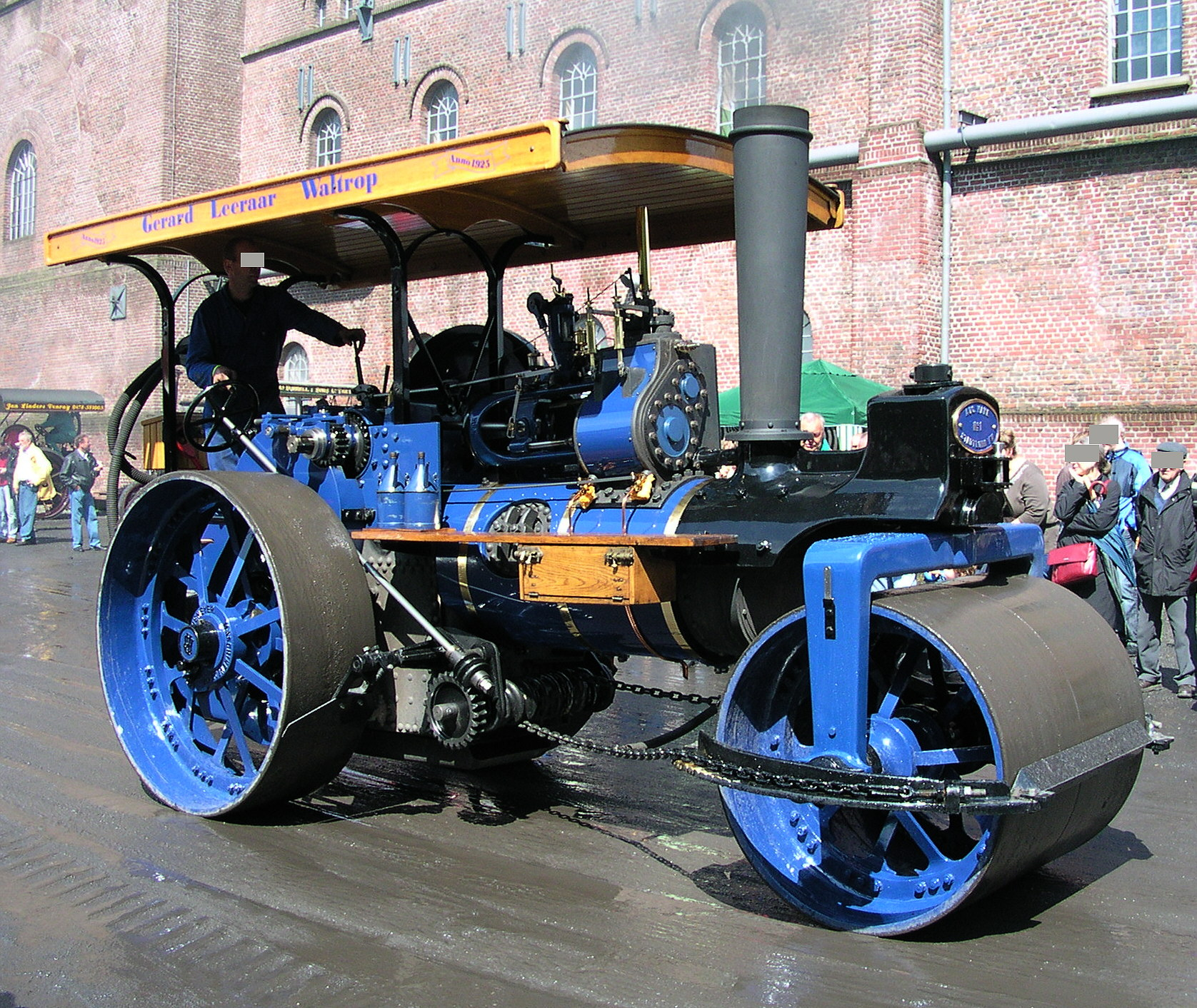
蒸気ローラー

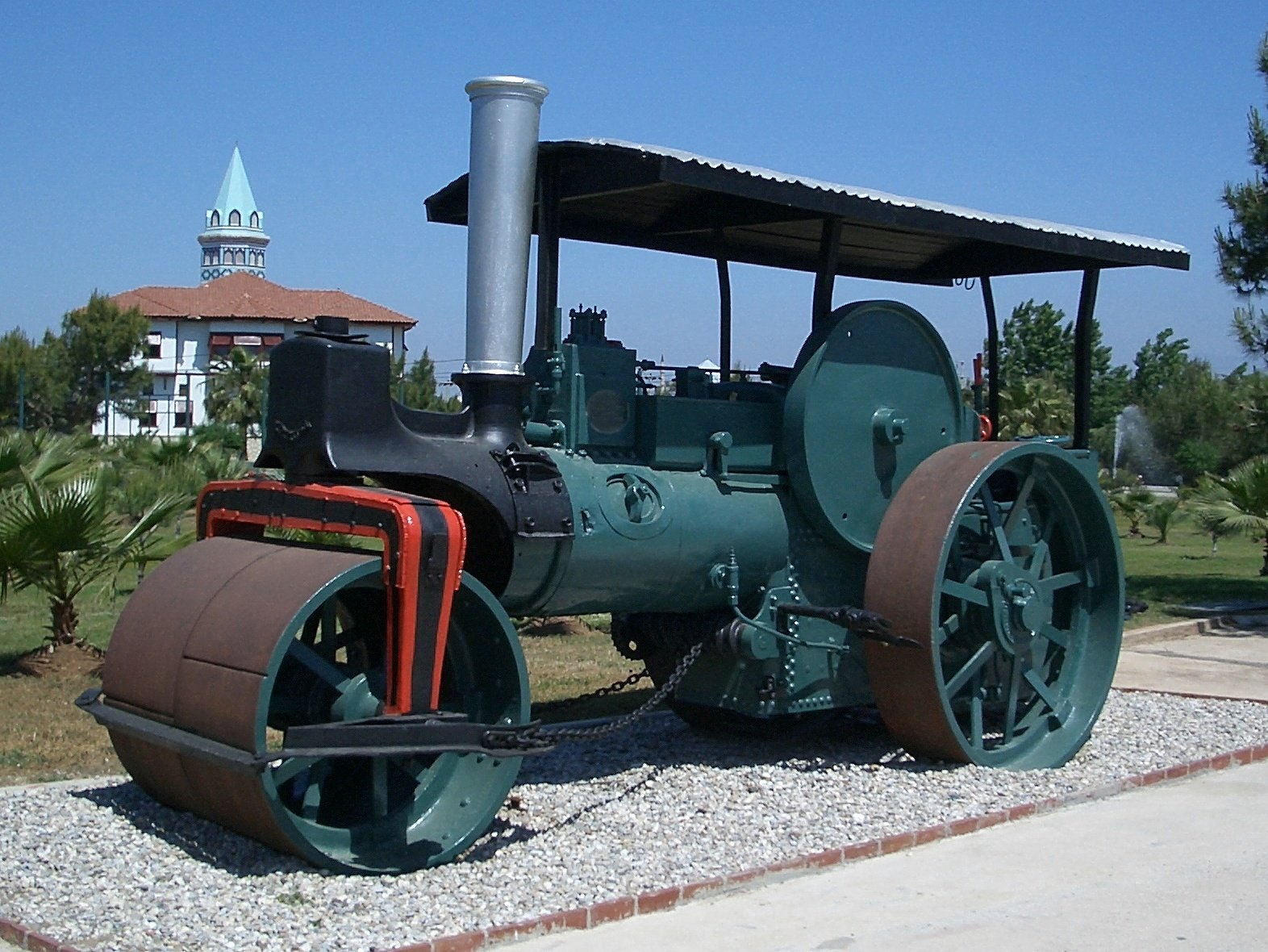
蒸気ローラー

蒸気ローラー（じょうきローラー）は、建設機械の一種で、道路工事や空港で表面の平坦化に使用される車両のうち、蒸気機関を動力とするものである。
平坦化には車両とロールの大きさと重量が決め手になる。大きなシリンダまたはドラムを装備している。
蒸気ローラーとトラクションエンジンは似ていて多くのトラクションエンジンのメーカーが特許権が切れると後に設計を流用して蒸気ローラーを生産した。鍵となる違いは車輪がローラーであることである。
世界の一部の地域では蒸気ローラーは今でもロードローラーとして使用されている。
この記事では蒸気式ロードローラに限定して記述する。内燃機関を用いる物はロードローラーを参照。

## 設定
多くのローラーは同じ基本的な設定である。2つの平滑な後部車輪と一台の幅広の前輪である。地域によっては前後に同じ幅広のローラーがあるものもある。この形式は小型の内燃式ロードローラーにも道路の舗装や保守に使用されている。

## 設計の特徴
多くの蒸気ローラーの設計はトラクションエンジンの流用である。同じメーカーが生産している。

### 車輪
最も大きな違いは車輪である。すべてのトラクションエンジンは大きなスポーク輪芯の幅広のリムの鋼の車輪を装着する。道路を走行する時はソリッドゴムのタイヤをリムの周囲にボルト締めする。農地で使用する時は(近代的なトラクターの空気タイヤのトレッドのように)リムの周囲にリムに対して斜めにストレーキをボルト締めする。
蒸気ローラーの場合、平滑な後部車輪と前部のローラーである。ローラーは単一の幅広のシリンダである。これはトラクションエンジンの分割された車輪と車軸に交換できる。

### 火室
通常の配置では前のローラーは中心で煙突の前にある。十分な視界を確保するために火室はローラーアッセンブリーの前方にある。

### 現在の使用
多くの蒸気ローラーは現在保存されていて特別な行事などで見ることが出来る。模型は趣味の愛好家が作ったりしている。イギリス各地で開催されるスチーム・フェアでは展示が行われる。グレート・ドーセット・スチーム・フェアでは実際に舗装する様子が実演される。